# 140-101 à 370 État ou 140 C SNCF
Les Consolidation de la série État 140-101 à 370 (futures 3-140 C 101 à 370 de la SNCF) et les 70 machines d'origine militaire construites pour l’ALVF (futures 1-140 C 1 à 70 de la SNCF), lors de la Première Guerre mondiale sont des locomotives à vapeur qui furent emblématiques des anciennes régions Est et Ouest de la SNCF.

## Genèse
Étudiées à partir de 1912, livrées de 1913 à 1920, la série des futures 140 C comprend trois grandes séries :
- La première, commandée par l’Administration des chemins de fer de l'État, comprenait 70 exemplaires. Ces exemplaires ont été construits par les sociétés Schneider sise au Creusot, SACM de Belfort ainsi que par Fives-Lille et étaient immatriculés 140-101 à 170.
- La seconde série, également commandée par l’Administration des chemins de fer de l'État, devait être réalisée par les mêmes constructeurs, cependant la déclaration de guerre et les réquisitions qui suivirent empêchèrent le projet d'aboutir. Les 200 exemplaires de la seconde série furent donc commandés en Grande-Bretagne auprès des constructeurs North-British locomotive company limited à Glasgow et Nasmyth, Wilson & Company (en) à Manchester. Ces machines seront livrées de 1916 à 1918 au port de Saint-Nazaire et étaient immatriculées 140-171 à 370. Six locomotives, les 140-337, 338, 339, 340, 368 et 369 furent perdues en mer, lors du naufrage du cargo St Chamond qui fut torpillé le 30 avril 1918, à 1,5 mile nautique de St Ives, à la pointe de la Cornouailles, en Angleterre.
- La troisième série, de 70 exemplaires, a été commandée par le ministère de la guerre pour l'ALVF. Ces machines ont été construites en Grande-Bretagne par North-British locomotive company limited et Vulcan Foundry de 1915 à 1920 et étaient immatriculées 1 à 70 ALVF.

## Utilisation et services

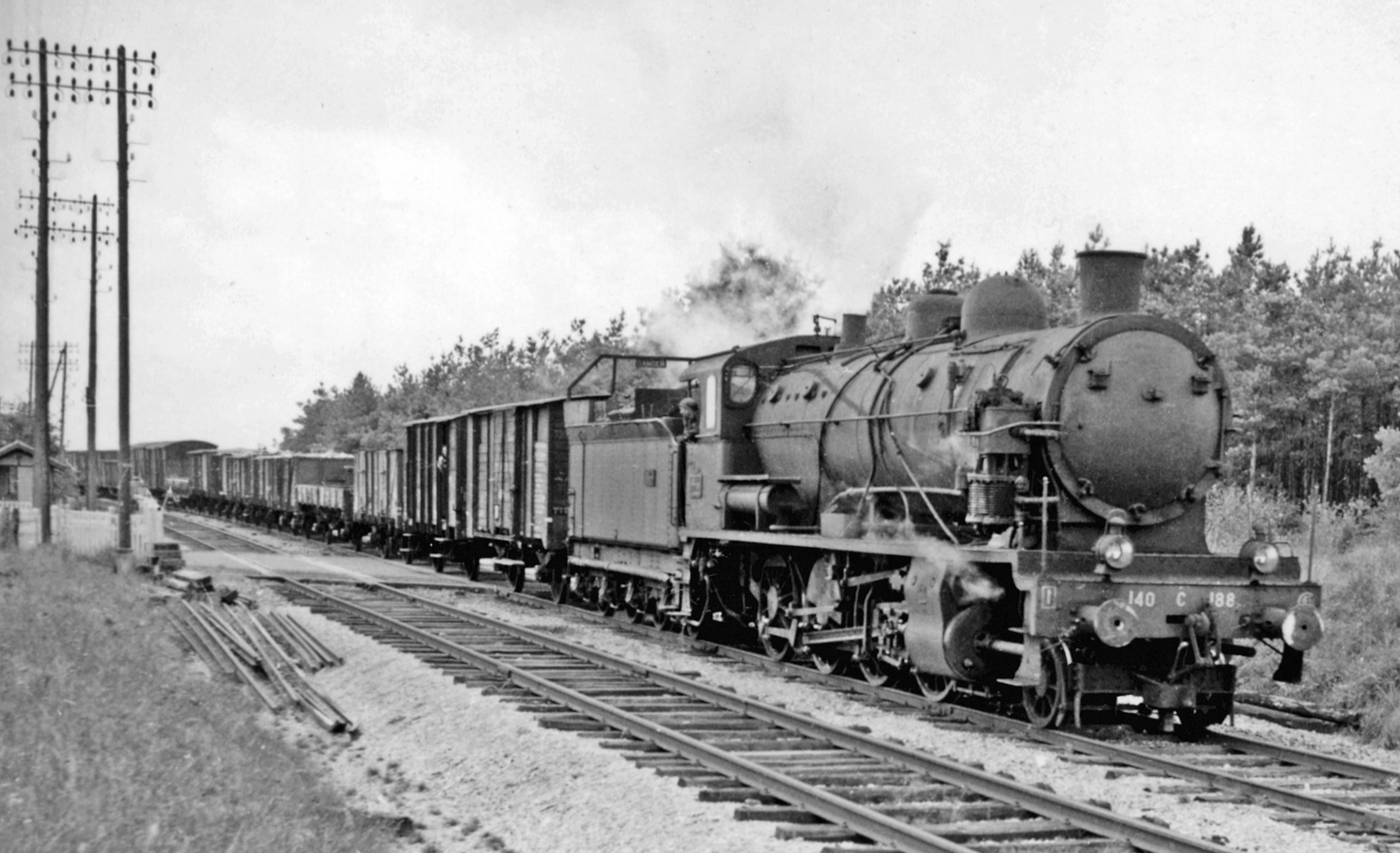
La 140 C 188 entre Troyes et Châlons-sur-Marne en 1958.

Les machines ALVF furent démobilisées début 1920 et vendues aux réseaux de la Compagnie des chemins de fer de l'Est et de la Compagnie des chemins de fer de Paris à Lyon et à la Méditerranée à raison de 35 exemplaires chacun. Les locomotives de l'Est furent immatriculées série 12 s numéros 40 001 à 40 035 et celles du PLM furent immatriculées 140 K 1 à 35.
À la création de la SNCF en 1938, les machines furent réimmatriculées de la façon suivante :
- locomotives de l'ex-Est : 1-140 C 1 à 35,
- locomotives de l'ex-PLM : 5-140 K 1 à 35,
- locomotives de l'ex-État : 3-140 C 101 à 370.

Au sortir de la Seconde Guerre mondiale, il manquait 25 unités sur la totalité de la série. À partir de là, il fut décidé d'affecter des 3-140 C à la région Est pour pallier le manque de machines ; de même, toutes les 5-140 K furent réaffectées à la même région, sauf une machine qui resta sur la région Ouest. Les machines de l'Ouest gardèrent leur immatriculation, seul l'indice de région changea. Pour les machines de l'ex-PLM, il fut apposé un marquage provisoire : 1-140 C 501 à 535, supprimé  en novembre 1947 pour être remplacé par : 1-140 C 36 à 70 et ce dans un souci de simplification.
Si la dernière circulation commerciale en traction vapeur eut lieu le 24 septembre 1975 avec la 1-140 C 287 en tête d'un train CFTA de bobines de fil de fer entre Troyes et Sainte-Colombe, les dernières utilisations de 140 C sur des trains de voyageurs réguliers à la SNCF cessèrent au service d'été 1971, sur les parcours Sarreguemines – Bitche – Haguenau. Excepté les machines louées aux CFTA, la 1-140 C 137 fut la dernière 140 C de la SNCF à être radiée le 10 septembre 1973. En effet, la location à partir de 1962 de plusieurs unités aux Chemins de fer et transport automobile (CFTA) de Gray, permit d'observer ces machines en service après leur disparition à la SNCF. La 1-140 C 38 a pour sa part effectué la dernière circulation vapeur en remorquant sa consœur la 1-140 C 287 le 20 novembre 1975 entre Gray et Chalindrey dépôt titulaire pour restitution à la SNCF.

## Description
Ces Consolidation disposaient d'un moteur à deux cylindres à simple expansion et la distribution était du type « Walschaerts ». Le foyer était un foyer « Crampton » à ciel plat et à grille étroite. L'échappement était à cône mobile de type « Nord ». Elles furent équipées par la suite d'un trèfle à 3 jets de type « PLM ». Certaines unités furent munies d'un échappement à 5 jets de type « Lemaître ». Le bogie-bissel avait un déplacement latéral de + ou - 80 mm et était du type « Zara ». Une particularité de la série est qu'elle fut munie des 3 types de réchauffeurs existants : la pompe « Dabeg », la pompe « ACFI » et la pompe « Worthington ».
Sur la région Ouest, certaines unités furent équipées d'une porte de boîte à fumée type « Nord », de soupapes de sûreté types « Coale » unifiées SNCF ainsi que de fermetures latérales sur l'abri, modernisant sensiblement leur aspect.

## Tenders

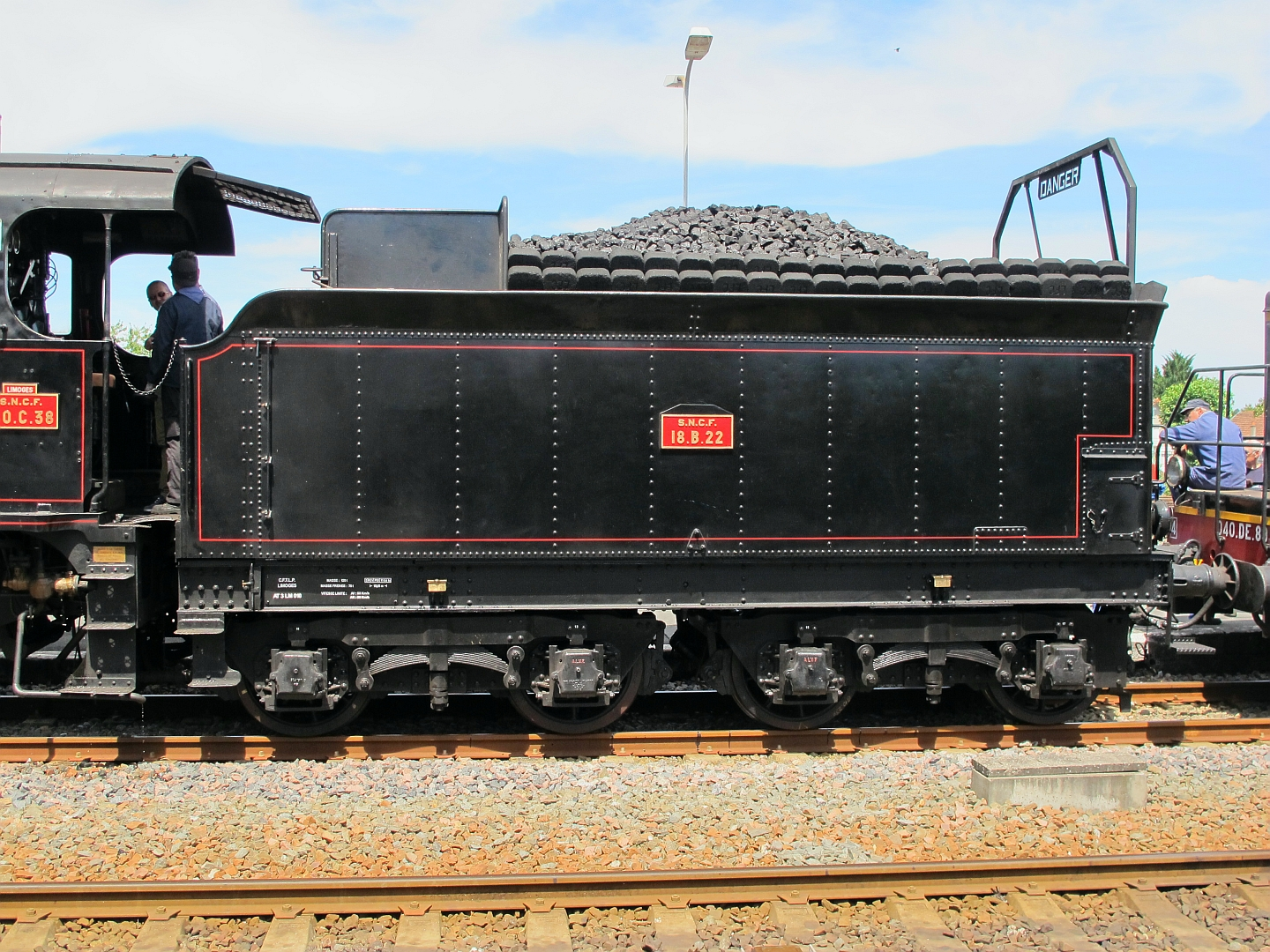
Le tender 18 B 22 de la 140 C 38.

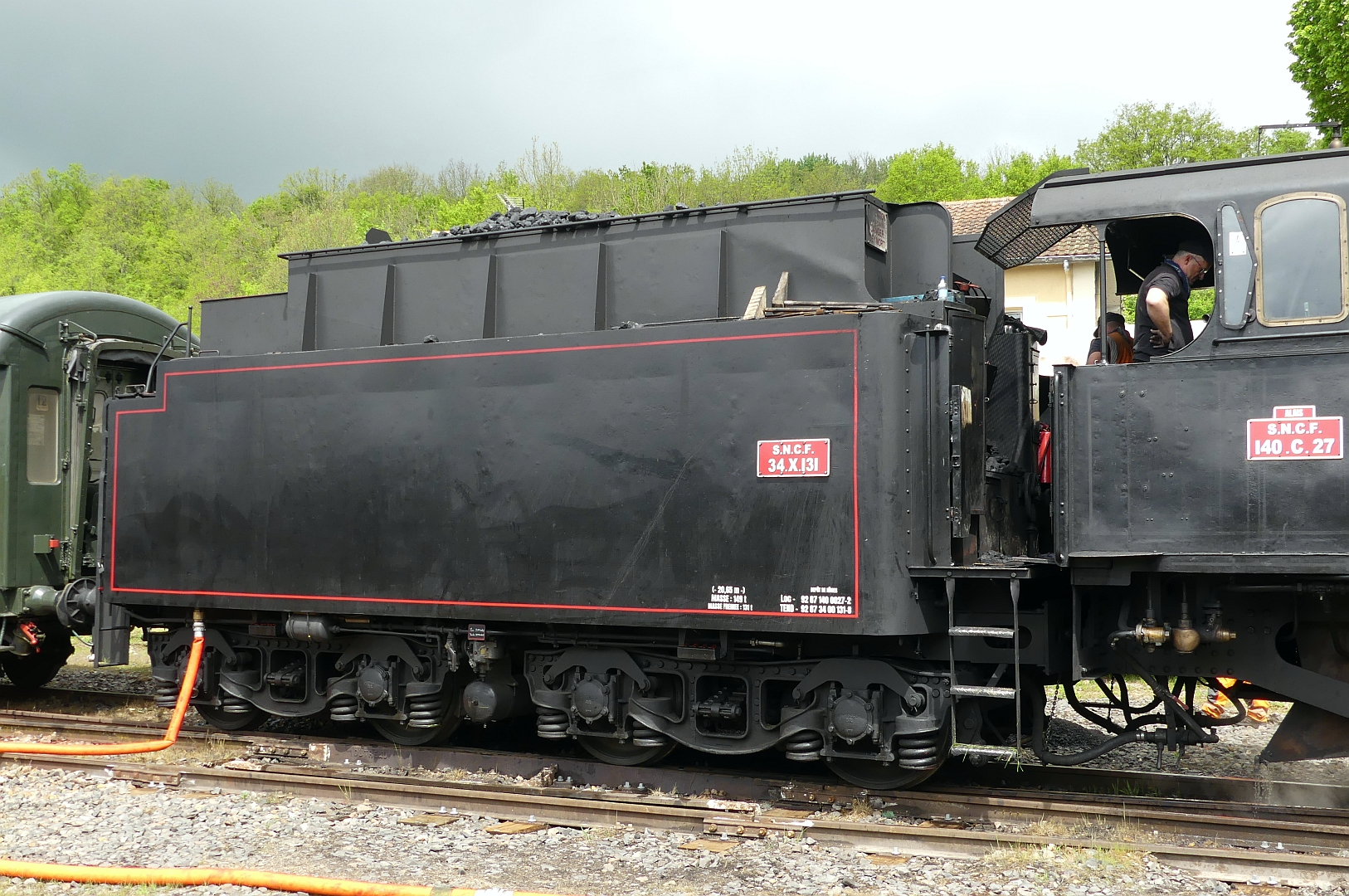
Le tender 34 X 131 de la 140 C 27.

Les tenders qui leur furent accouplés d'origine étaient des tenders à bogies contenant 18 m3 d'eau et 5 t de charbon. Ils portèrent les immatriculations suivantes :
- pour les État :
18 411 à 18 680 puis 3-18 C 411 à 680 ou 1-18 B 411 à 680 pour ceux mutés à l'Est.
18 056 à 18 410 puis 3-18 C 56 à 410 ou 1-18 D 56 à 410 pour quelques exemplaires.
- pour les ALVF de l'Est :
1 à 35 puis 40 001 à 40 035 puis 1-18 B 1 à 25.
- pour les ALVF du PLM :
36 à 70 puis 18-30 à 18-64 puis 5-18 A 1 à 35 puis 1-18 B 30 à 64.

Les tenders numéros 40 026 à 40 035 de l'Est furent modifiés pour devenir les 21 001 à 21 010 (futurs 1-21 F 1 à 10) et être attelés aux 150 Est 150001 à 150195 (futures 1-150 E 1 à 195). Les machines dont ces 10 tenders provenaient reçurent à la place des tenders de types prussiens contenant 21,5 m3 d'eau et 7 t de charbon. Ces derniers provenaient, pour 7 unités, d'anciennes 230 du type P8 numéros 210 à 272, 311 à 335, 343, 350 à 374 et 401 à 420, et pour 3 unités, d'anciennes 221 de la série S9. Ils prirent respectivement les numéros 1-21 D 311 à 325 et 1-21 D 902 à 904.
À partir de 1955 la SNCF réutilisa sur plus de trente 1-140 C des tenders de 1- et 2-150 X réformées. Leur plus grande capacité permettait de limiter les prises d'eau et ainsi d'allonger les parcours. Ils contenaient 34 m3 d'eau et 10 t de charbon et furent immatriculés 1-34 X 1 à 226.

## Caractéristiques
- Surface de grille : 3,16 m2
- Surface de chauffe : 172,46 m2

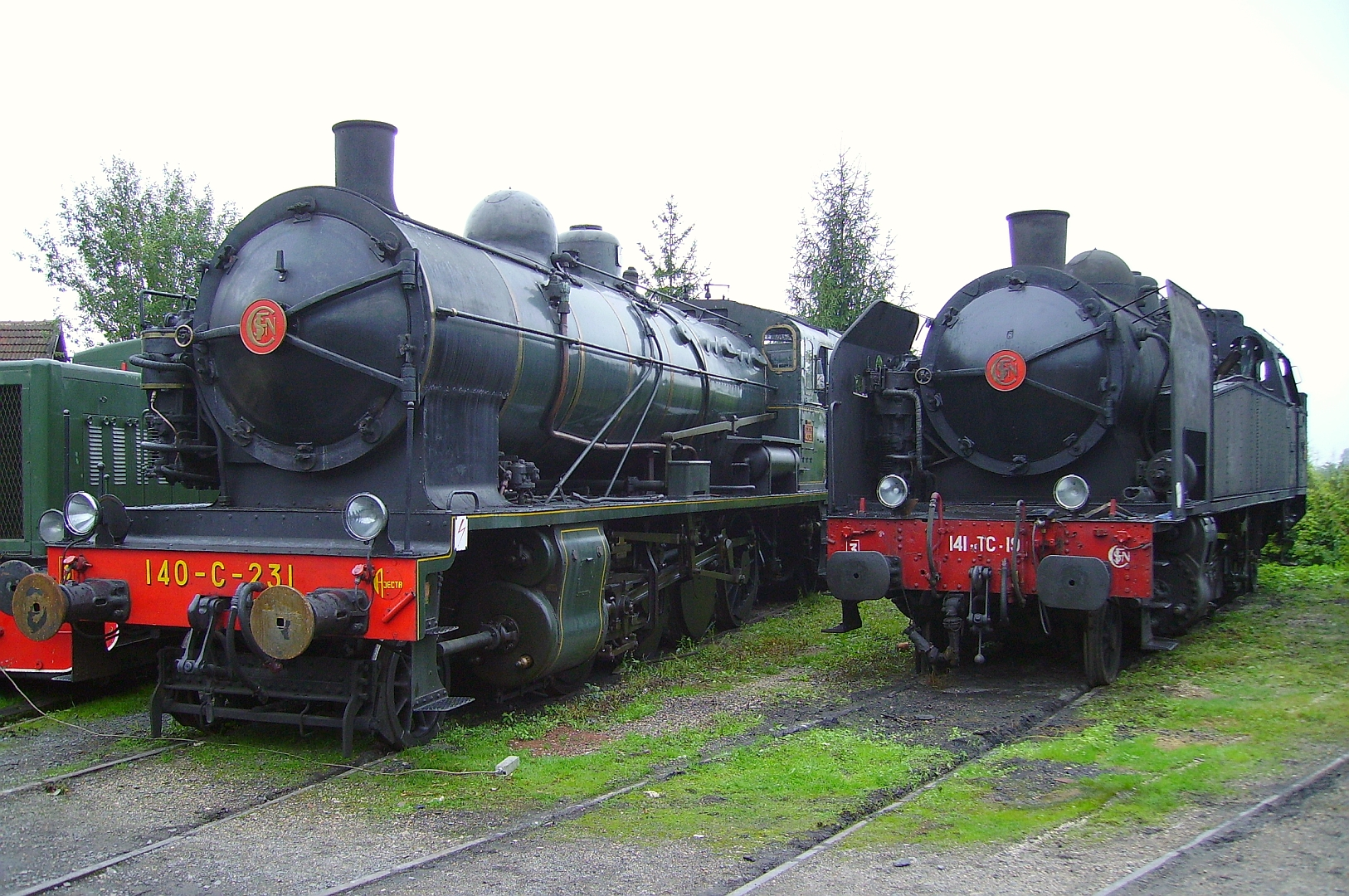
Les 140 C présentent de fortes similitudes avec les 141 TC Ouest étudiées à la même période.

- Surface de surchauffe : m2 (Robinson à 24 éléments puis Schmidt)
- Nombre d'éléments :
- Nombre de cylindres : 2 à simple expansion
- Diamètre cylindres : 590 mm
- Course pistons : 650 mm
- Timbre de la chaudière : 14 kg/cm2 ou 13 kg/cm2 selon les modifications
- Diamètre des roues motrices : 1 440 mm
- Diamètre des roues porteuses : 860 mm
- Masse à vide : 65,9 à 68 tonnes
- Masse en ordre de marche : 73,2 à 77,4 tonnes
- Masse adhérente : 66 tonnes
- Longueur hors tout de la locomotive seule : 11,75 m
- Puissance maximum indiquée : 1 030 kW
- Puissance maximum à la jante : kW
- Puissance maximum au crochet du tender : kW
- Effort de traction maximum : 185 kN
- Vitesse maxi en service : 70 km/h (Est), 80 km/h (Ouest)
- Tender : 18 B ou C, 21 D ou 34 X
- Tare du tender : 21 tonnes
- Capacité en eau : 18 m3 (34 m3 pour le 34X)
- Capacité en charbon : 5 tonnes (11 tonnes pour le 34X)
- Masse du tender en ordre de marche : 45 à 49,4 tonnes pour les 18 B ou C, 49,7 tonnes pour les 21 D, 73,2 tonnes pour les 34 X
- Masse totale locomotive + tender : tonnes
- Longueur du tender : m
- Longueur totale locomotive + tender : 19 m

## État de la série en1958
En 1958, Jacques Defrance dans son État du matériel moteur SNCF relève les affectations suivantes :
Région Est :
150 machines dont la série des 140 C 1 à 70 et des 140 C numéros compris entre 104 et 368. Affectations aux dépôts de Noisy-le-Sec, Chalindrey, Vaires, Chaumont, Troyes, Sézanne, Longueville, Blainville, Neufchâteau, Chalons, Bar-le-Duc, Reims, Amagne, Lumes, Verdun et Belfort.
Région Ouest :
143 machines dont la 140 C 64 (ex-PLM) et le restant de la série 140 C 101 à 370. Affectations aux dépôts de Trappes, Achères, Sotteville, Mantes, Cherbourg, Granville, Nantes, La Roche-sur-Yon, Rennes, Saint-Brieuc, Fougères, La Rochelle, Saintes, Niort et Saint-Mariens.
Defrance note que ces machines sont spécialisées aux marchandises. Néanmoins au sortir de la Seconde Guerre mondiale ces machines ont été vues en tête d'express et après elles ont été vues en tête d'omnibus et de marchandises-voyageurs.

## Machines préservées
Huit locomotives 140 C, construites en Grande-Bretagne, ont été préservées, il s'agit des machines suivantes :
| Machine   | Constructeur                                                                  | Année | Origine                      | Observations | Illustration         |
| --------- | ----------------------------------------------------------------------------- | ----- | ---------------------------- | --- | -------------------- |
| 140 C 22  | North-British locomotive company limited (Atlas Works à Glasgow) no 21544     | 1916  | ALVF Compagnie de l'Est SNCF | Propriété du musée du château de Saint-Fargeau (Yonne).                                                                                        | Locomotive 140 C 22  |
| 140 C 27  | North-British locomotive company limited (Atlas Works à Glasgow) no 21549     | 1917  | ALVF Compagnie de l'Est SNCF | Propriété de la CITEV et exploitée par le GADEFT. · Basée en service au dépôt SNCF de Nîmes. · Attelée au tender 34 X 131. · Classé MH (1987). |                      |
| 140 C 38  | Vulcan Foundry (Newton-le-Willows) no 3237                                    | 1919  | ALVF PLM SNCF                | Propriété du CFTLP à Limoges. · Locomotive remise en service le 9 novembre 2013. · Inscrit MH (2025)                                           | Locomotive 140 C 38  |
| 140 C 231 | North-British locomotive company limited (Hyde-Park Works à Glasgow) no 21376 | 1916  | Réseau de l'État SNCF        | Propriété de l'AJECTA à Longueville · Remise en service le 20 octobre 2018. · Classé MH (2003).                                                | Locomotive 140 C 231 |
| 140 C 287 | North-British locomotive company limited (Hyde-Park Works à Glasgow) no 21624 | 1917  | Réseau de l'État SNCF        | Propriété de la SNCF Garée aux ateliers de l'APPMF de Gièvres pour remise en état de présentation.                                             | Locomotive 140 C 287 |
| 140 C 313 | North-British locomotive company limited (Hyde-Park Works à Glasgow) no 21650 | 1917  | Réseau de l'État SNCF        | Propriété de la SNCF Confiée à la ville de Reims (exposée à l'abri sous la marquise de la gare).                                               | Locomotive 140 C 313 |
| 140 C 314 | North-British locomotive company limited (Hyde-Park Works à Glasgow) no 21651 | 1917  | Réseau de l'État SNCF        | Propriété de la FACS Confiée au CFTV (Saint-Quentin). Machine en cours de révision (2022).                                                     | Locomotive 140 C 314 |
| 140 C 344 | North-British locomotive company limited (Atlas Works à Glasgow) no 21581     | 1918  | Réseau de l'État SNCF        | Propriété de la SNCF Exposée en livrée État à la Cité du train de Mulhouse.                                                                    | Locomotive 140 C 344 |

## Les machines en état de marche: (Juin 2022)
- La 140 C 27 (agréé SNCF).
- La 140 C 38 (agréé SNCF).

- La 140 C 231 (agréé SNCF).

## Cinéma
Les 140 C apparaissent dans plusieurs films :
- la 140 C 168, dans une scène de déraillement sur la ligne de Louviers à Acquigny, pour les besoins du tournage du Jour le plus long en 1961 ;

- la 140 C 343, sur la ligne de Flamboin-Gouaix à Montereau pour le film Fantômas en 1964 ;

- la 140 C 341, en gare de Santeny-Servon, renommée Vougeot pour le tournage de La Grande Vadrouille en 1966 ;

- la 140 C 27, dans Les Saisons du plaisir en 1988. Sur la ligne Anduze - St Jean du Gard.

- la 140 C 38, sur la ligne de Châtillon-sur-Seine à Is-sur-Tille, pour le film On a retrouvé la septième compagnie en 1975 ;

- la 140 C 314, dans Un long dimanche de fiançailles avec Audrey Tautou en 2004.

## Modélisme
La 140 C 231 a été reproduite à l'échelle HO par la firme Jouef en 1967, suivie en 1976 par la 140 C 180, équipée d'un réchauffeur d'eau et attelée au tender 34 X 93.
la 140C a également été reproduite à l'échelle HO par la firme liliput.
En 2021, Jouef, désormais détenu par le groupe Hornby, sort une nouvelle version de la 140C, qui n’a plus rien à voir avec celle de 1967. Plusieurs versions ont été produites, mais à date, pas de version avec le tender 34X.